# Cathédrale Velha de Coimbra
La cathédrale velha de Coimbra est un édifice religieux catholique de style roman, de la ville de Coimbra, au Portugal. Construite comme 'cathédrale' au XIIe siècle et jouant un rôle historique important durant plusieurs siècles, l'église perdit ce statut lorsque le siège épiscopal fut transféré dans l'ancienne église des Jésuites, à la fin du XVIIIe siècle. 

## Historique
En 1139, après la bataille d'Ourique, Afonso Henriques devient le premier roi du Portugal. Il décide alors de financer la construction d'une nouvelle cathédrale. Le chantier fut ouvert en 1146, mais le progrès des travaux fut d'abord lent sous l'évêque Bernardo, puis s'accélera à partir de 1162 grâce à l'aide financière de l'évêque D. Miguel Salomão. 
En 1182, l'évêque Bernudos, successeur de Miguel Salomão, y est enterré et en 1185, le second roi du Portugal, D. Sancho I, est couronné. L'essentiel de la construction sera achevé au début du XIIIe siècle avec les travaux du cloître autour de 1218, pendant le règne du roi Afonso II. Sa conception vient du maître Roberto qui a déjà dirigé la construction de celle de Lisbonne. La direction du travail, quant à elle, a été effectuée par le maître Bernardo puis par Soeiro, un architecte qui a ensuite travaillé dans d'autres églises à Porto.
D'importants travaux ont eu lieu au XVIe siècle (décoration des nefs avec de la faïence, création de la Porta Speciosa au nord et modification de l'absidiole sud) mais la majeure partie de l'édifice a été maintenue. En 1772, plusieurs années après l'expulsion des Jésuites par le marquis de Pombal, le siège épiscopal a été transféré à l'ancienne église des Jésuites appelée aujourd'hui 'Sé Nova de Coimbra'.
Le comte de Coimbra, Sesnando Davides y est enterré.

## Galerie

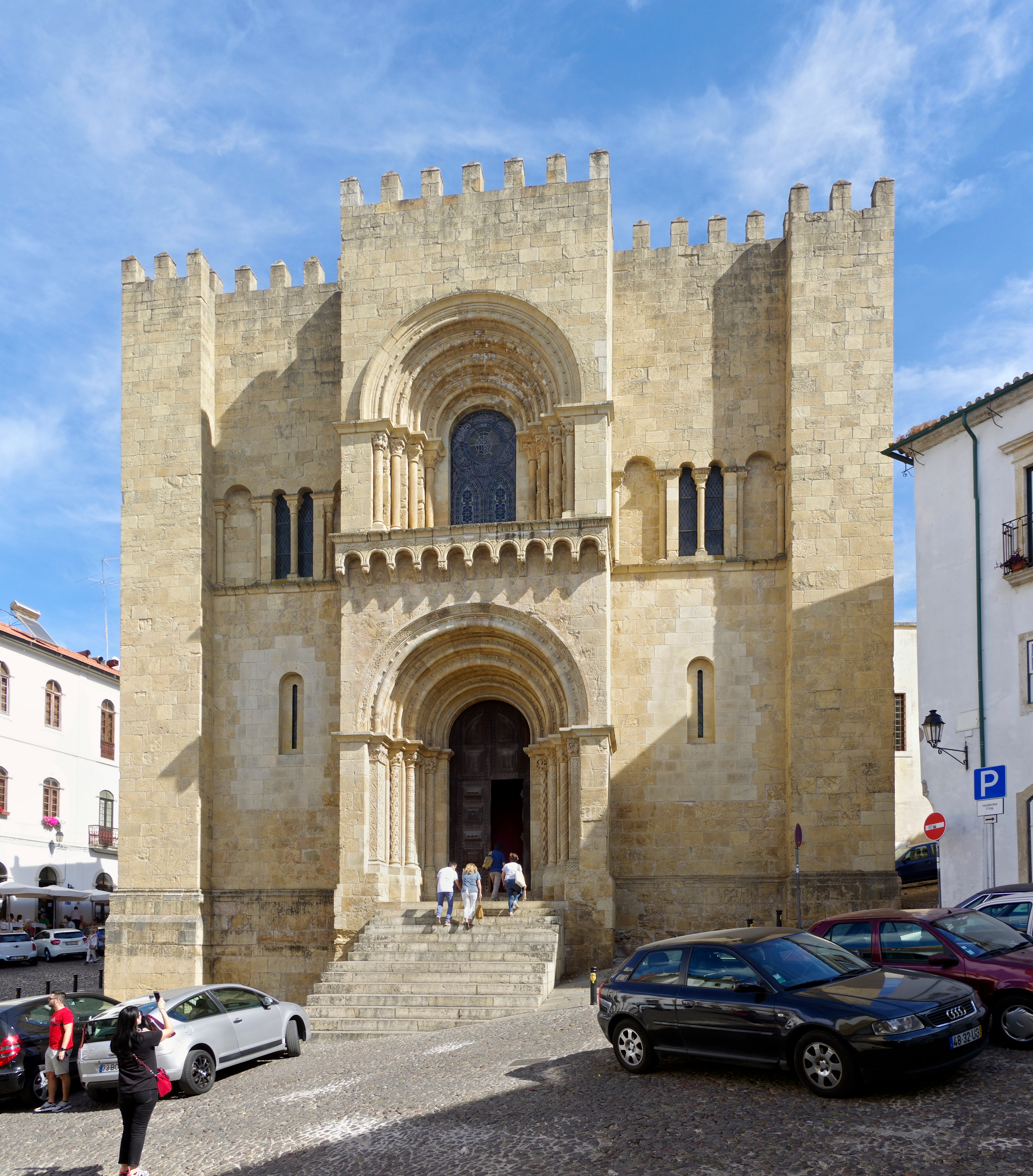
Façade principale
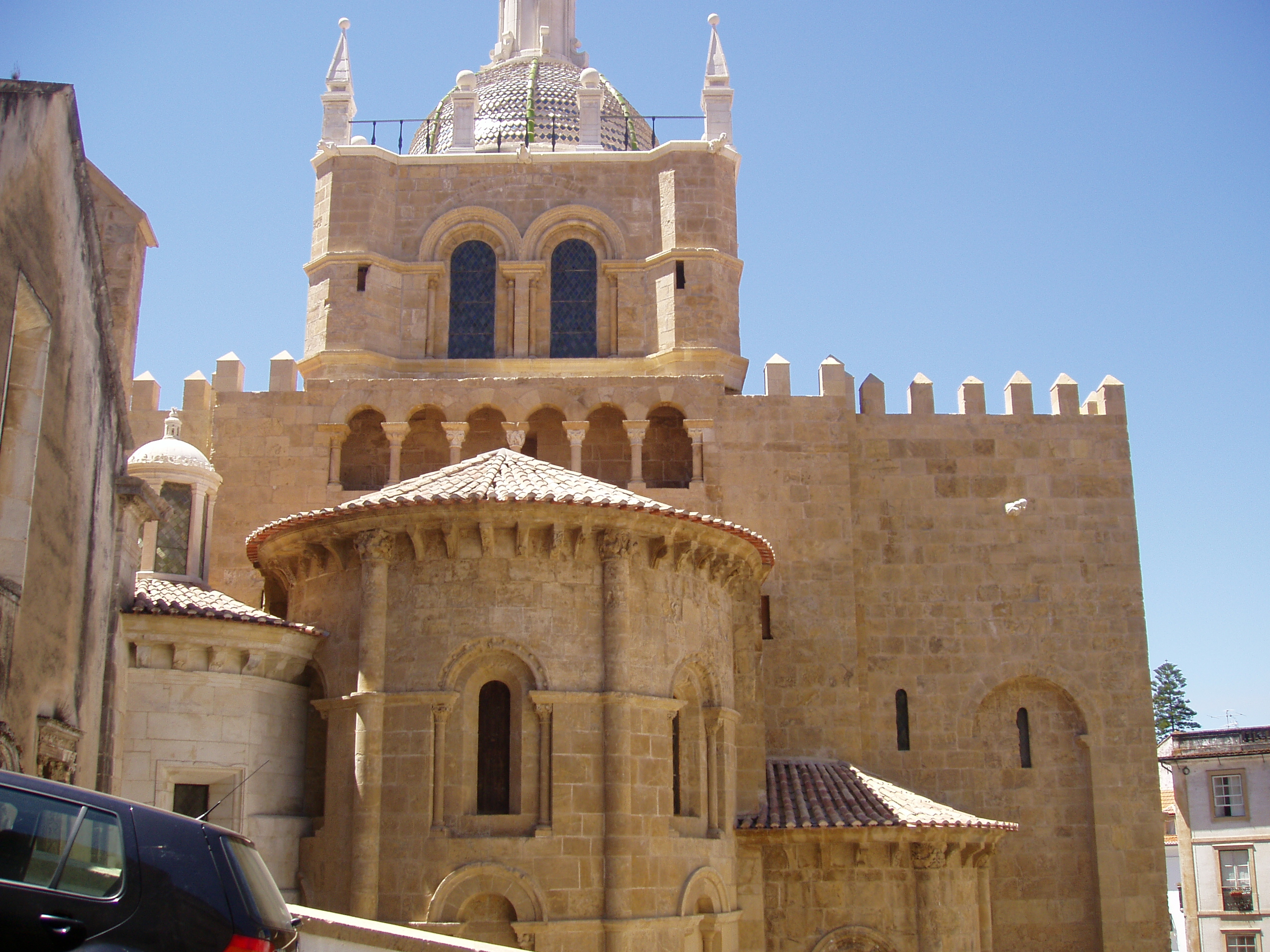
Vue extérieure de l'abside principale
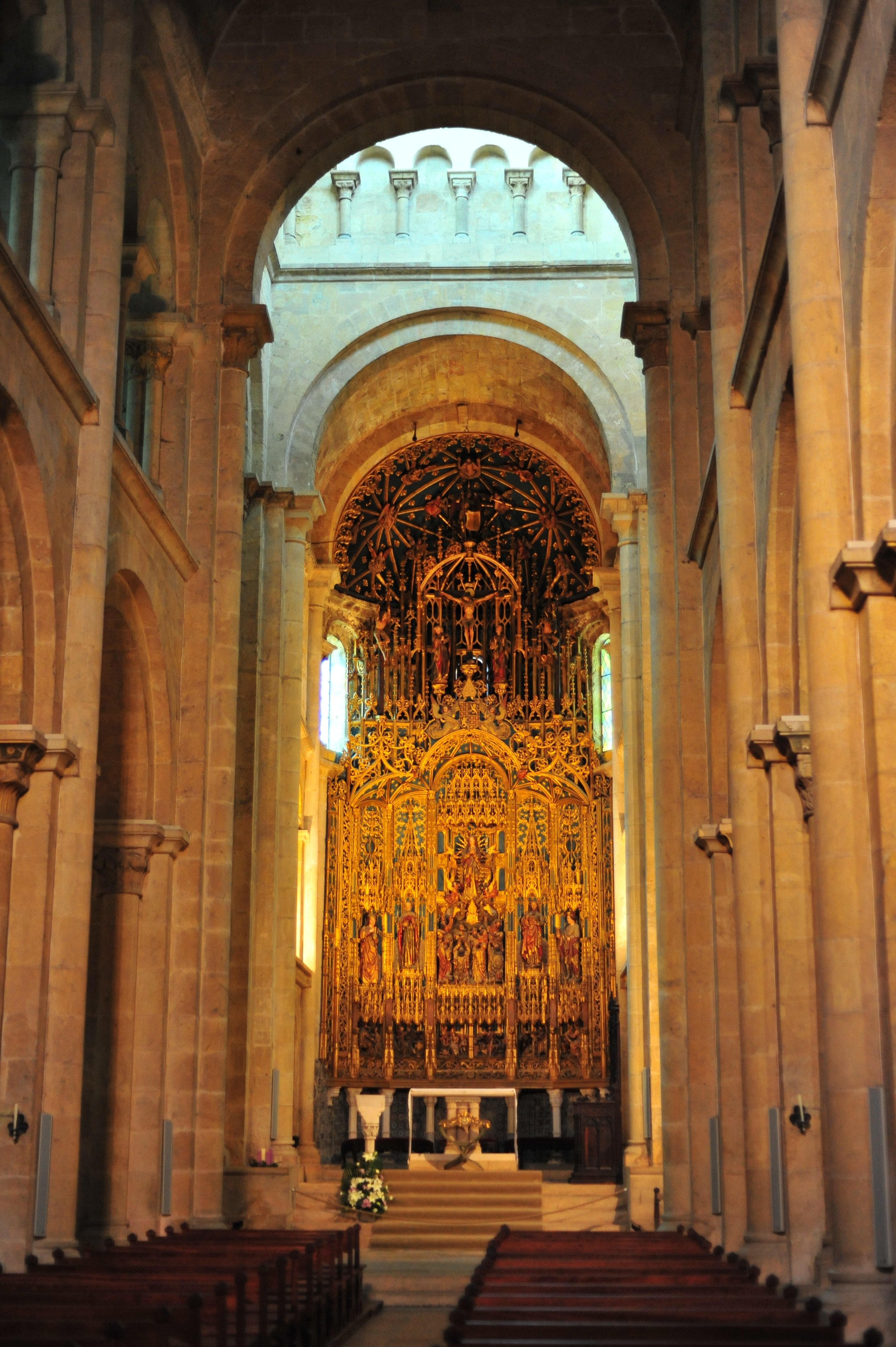
Vue de la nef gothique et de l'autel
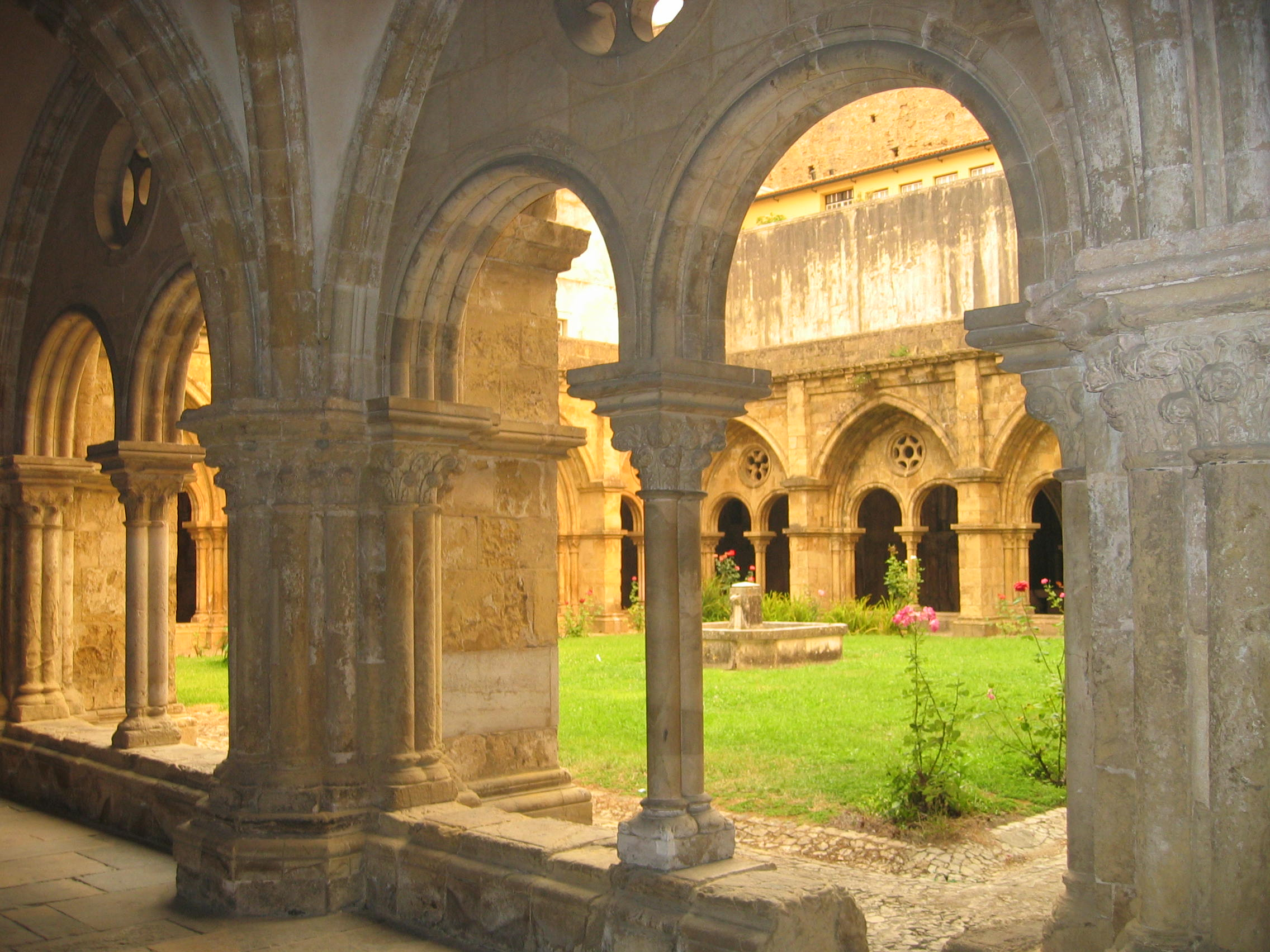
Cloître romano-gothique
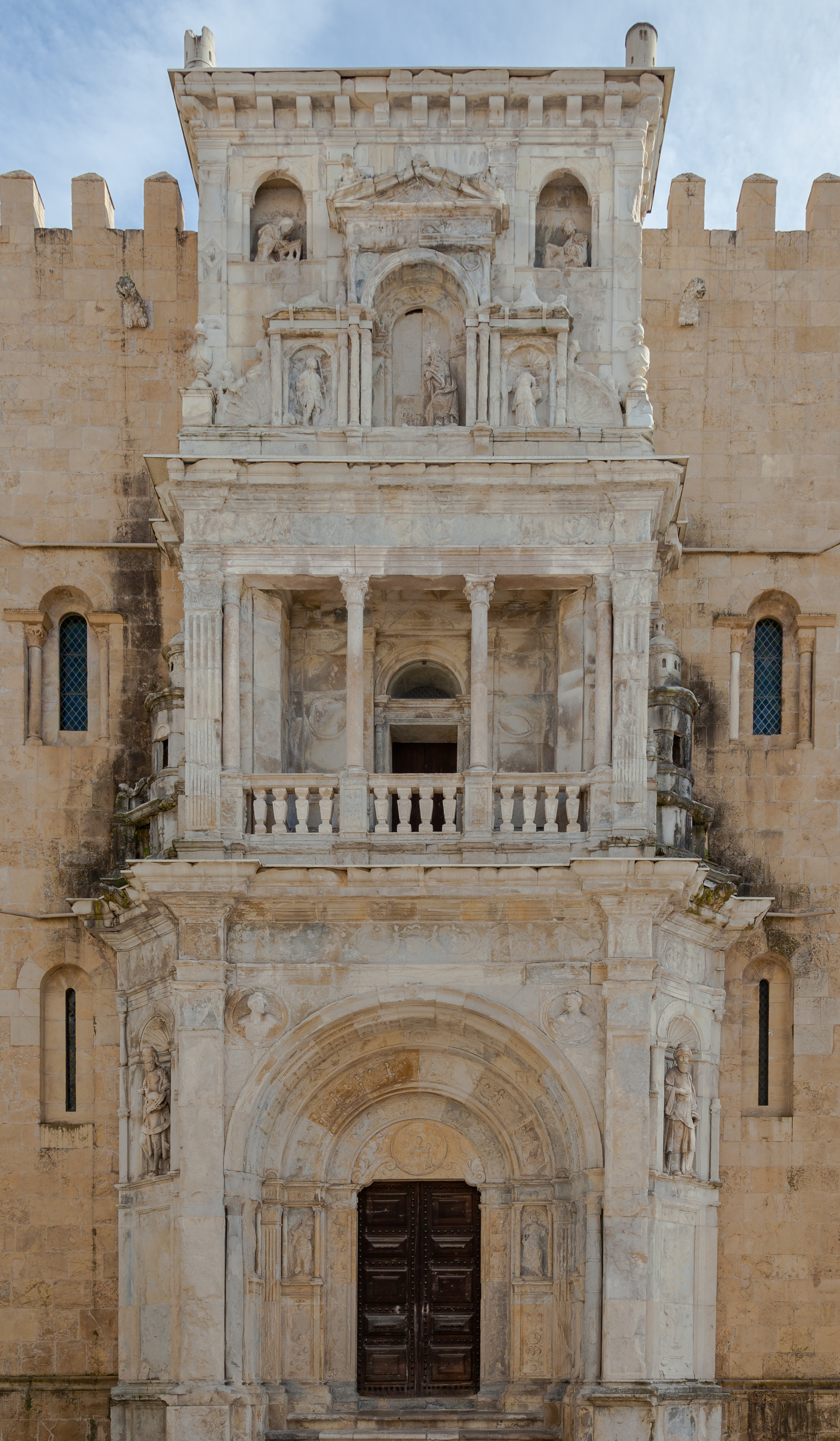
Porta especiosa
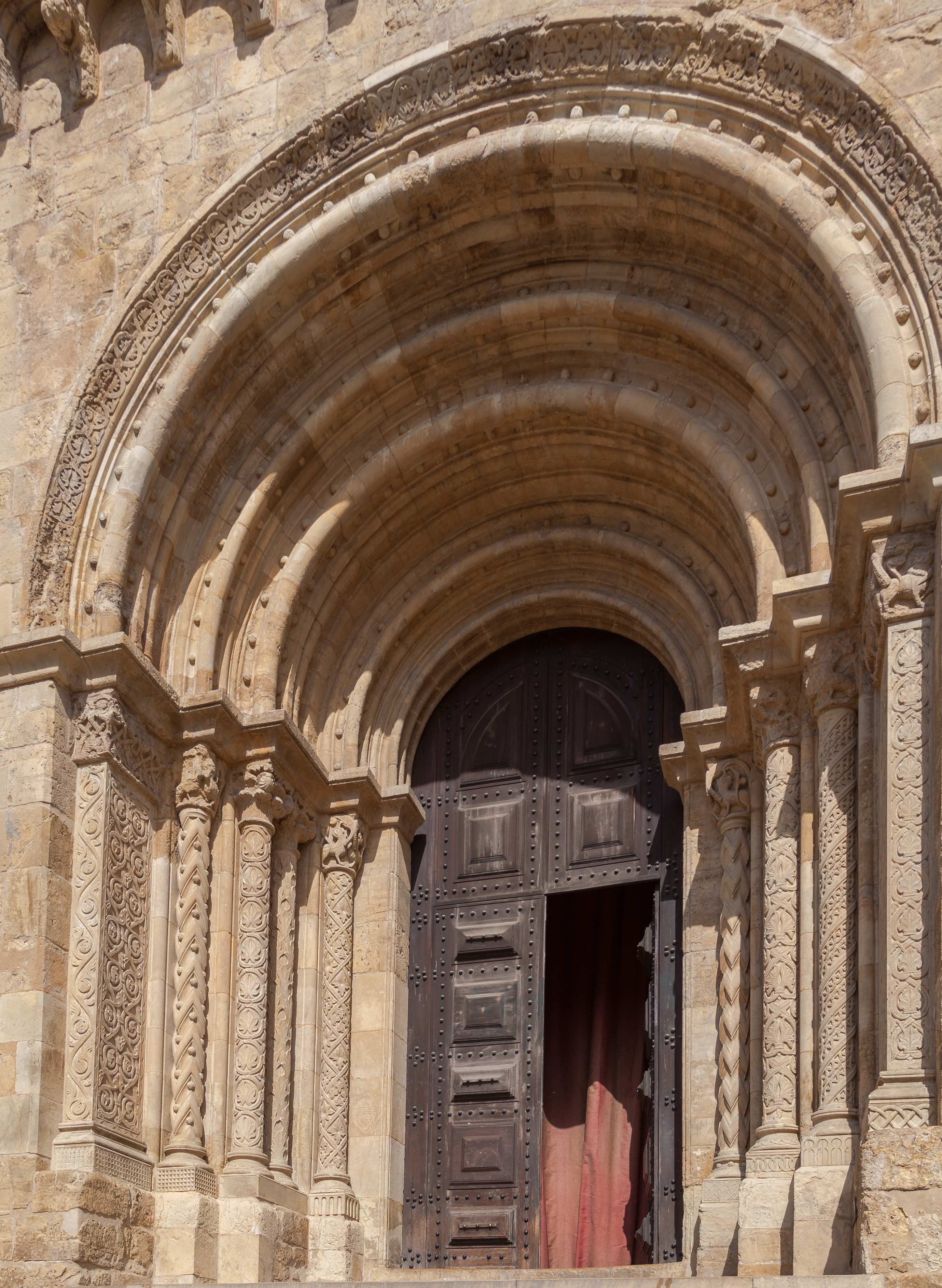
Façade
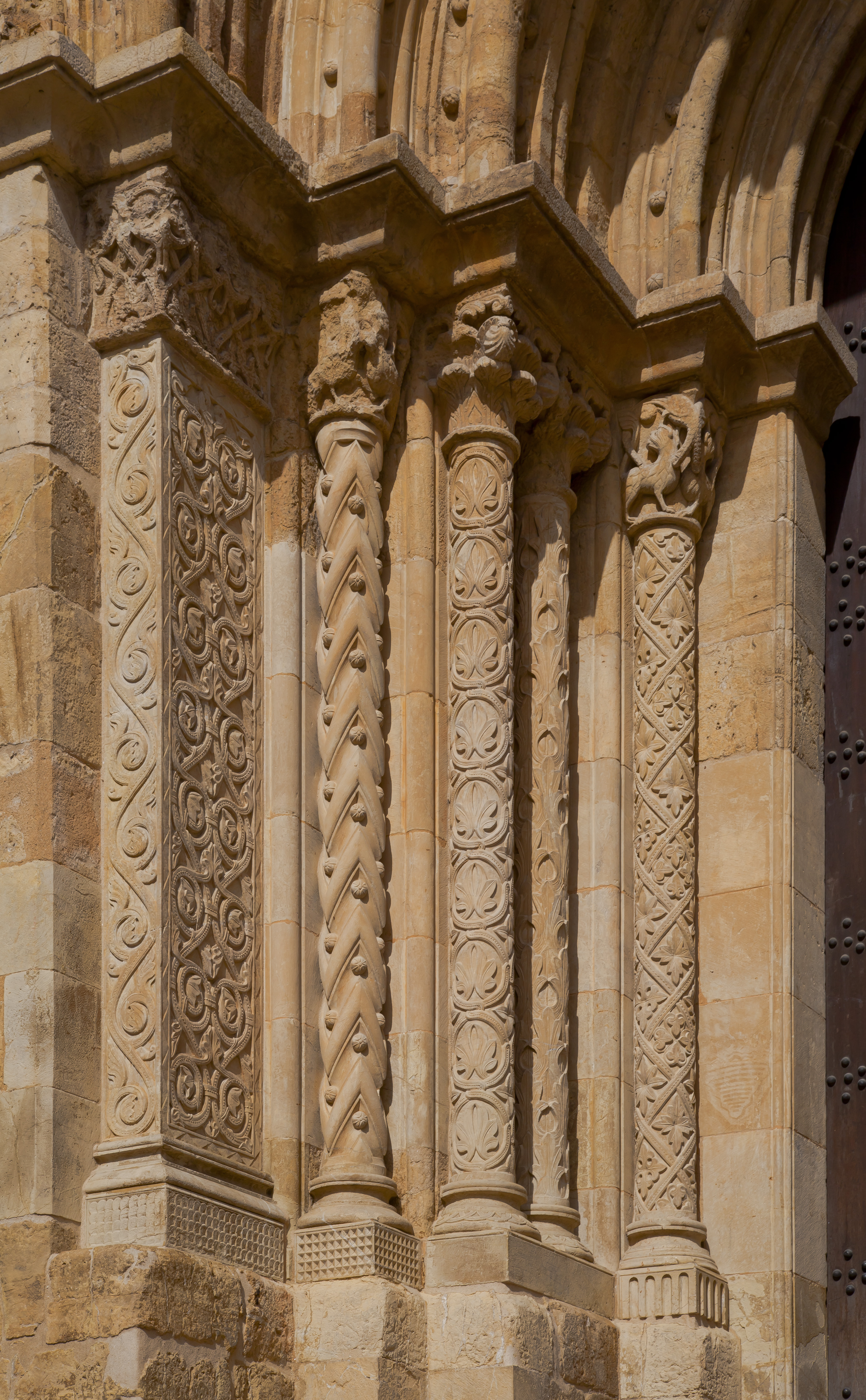
Détail du portique
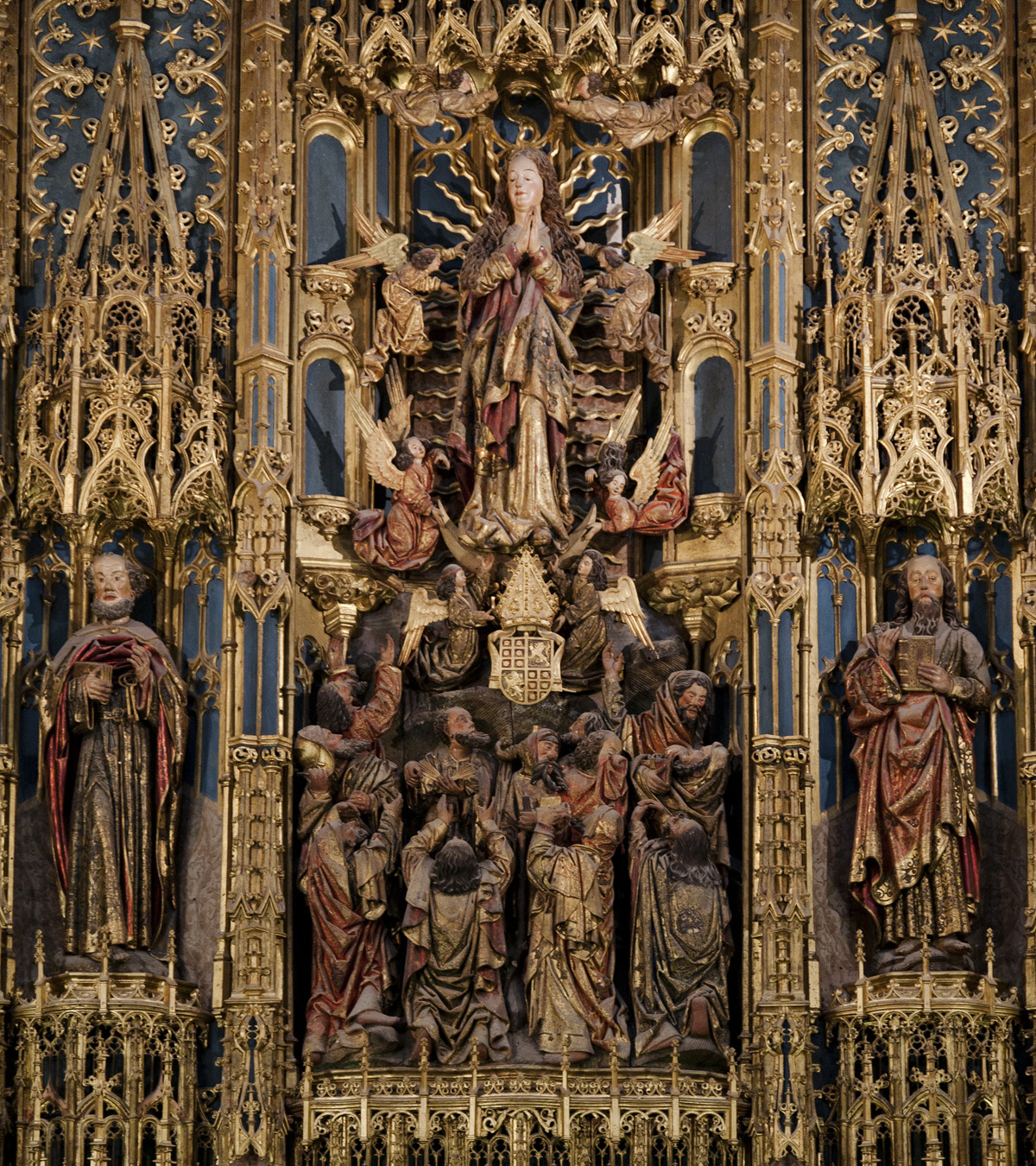
Retable. Détail